# Руселаре (футбольный клуб)
КСВ «Руселаре» — бельгийский футбольный клуб из одноимённого города, выступающий во втором дивизионе. Домашние матчи проводит на стадионе «Схирвелде», вмещающем 9536 зрителей.

## История
Клуб создан в 1999 году, путём слияния клубов КСК Руселаре и КФС Руселаре. Начиная с сезона 2005-06 клуб выступает в Лиге Жюпиле. В сезоне 2006-07 «Руселаре» принимал участие в Кубке УЕФА, в котором дошёл до второго квалификационного раунда.

## Достижения
Победитель плей-офф Второго дивизиона Бельгии: (1) 2004/2005.